# 西川淳 (プロ雀士)
西川 淳（にしかわ じゅん、1973年3月6日-）は、愛媛県生まれの競技麻雀のプロ雀士。
日本プロ麻雀連盟所属。団体内の段位は七段。

## 来歴
大学時代に黎明期にあったインターネット麻雀に接してその面白さに嵌まる。その後会社員となるが、2000年にインターネット麻雀大会を企画して成功したのを機に、会社を辞めて麻雀教室の講師など麻雀で生計を立てることを決意。2002年に日本プロ麻雀連盟のプロテストに合格してプロ雀士となり、2008年には千葉市で健康麻雀をメインとしたカルチャーセンター「カルチャースクエア ワンダフルデイズ千葉」を開設する。
2012年の第22期チャンピオンズリーグ（現・JPML WRCリーグ）を制し、初タイトルを獲得。
Mリーグの理念には賛同しつつも自身が参加することへの興味はなかったというが、EX風林火山が2021年に実施したドラフト会議指名選手オーディションに「大恩ある方に勧められて」団体推薦選手として参加（予選会25位で準決勝進出ならず）。2024年にはMトーナメント2024に団体推薦選手として出場、予選2ndステージH卓第1試合東2局で四暗刻の和了（Mリーグスタジオでは約1年ぶりの役満）を決めた。

## 雀風・人物
- 麻雀講師をしていることもあり、「強打などを絶対にしない、お手本となるような所作を含めた麻雀」をモットーとしている[5]。七対子と対々和に自信があるといい、構想と手組が独特といわれることがあるという[7]。
- 麻雀最強戦2020に出場した際のキャッチフレーズは「インファイト風雅」[8]。
- 後にJPML WRCリーグを連覇する石立岳大が2015年頃にプロ雀士を辞めようとしていたのを引き留めたのが西川である。石立とは「えぬかわ」「あいだて」と呼び合う間柄[9]。
- 鳳凰戦で連続和了した時、解説をしていた白鳥翔に「ワンダフルタイム」と命名され、本人も気に入っている。
- ジェフユナイテッド市原・千葉のサポーターであることを公言している[10]。

## 獲得タイトル
- 第22期チャンピオンズリーグ